# صموئيل جيمس ميتشيل
صموئيل جيمس ميتشيل (بالإنجليزية: Samuel James Mitchell)‏ هو دلال وقاضي وبياضاتي ‏ ومحامي وسياسي أسترالي وبريطاني (وحمل سابقاً جنسية المملكة المتحدة لبريطانيا العظمى وأيرلندا)، ولد في 11 مايو 1852 في أستراليا، وتوفي في 3 أكتوبر 1926 في أديلايد في أستراليا بسبب ذات الرئة.

## مناصب
- انتخب عمدة ميناء أوغوستا (1882 – 1883).
- انتخب Government Resident of the Northern Territory ‏ (1 أبريل 1910 – 25 مارس 1912).
- انتخب Justice of the Northern Territory Supreme Court ‏ (1911 – 1912).
- انتخب Attorney-General of South Australia [الإنجليزية]‏ (5 يونيو 1909 – 22 ديسمبر 1909).
- في Northern Territory state by-election, 1901 ‏، انتخب عضو مجلس النواب جنوب أستراليا من الجمعية عن دائرة Electoral district of Northern Territory [الإنجليزية]‏ وقد انضم خلال فترته النيابية (15 يونيو 1901 – 18 يناير 1910)  للكتلة البرلمانية مستقل.